# Музей Уескі
42°08′32″ пн. ш. 0°24′32″ зх. д. / 42.142166666667° пн. ш. 0.40880555555556° зх. д.
Музей Уескі (ісп. Museo de Huesca) - музей розташований у місті Уеска в регіоні Арагон. Його колекція включає образотворче мистецтво та археологію. Основними приміщеннями музею є будівлі колишнього Серторіанського університету та Палацу королів Арагона XII ст.
Твори мистецтва походять переважно з арагонських монастирів, захоплених державою під час націоналізації та продажу церковної власності (так звана дезамортизація Мендісабаля 1836-1837 рр.). Музей був створений за підтримки художника Валентина Кардерера, який займався його заснуванням і передав у дар свою приватну колекцію. У музеї зберігаються роботи Франсіско Гої (включаючи Антоніо Вейан-і-Монтеагудо та гравюри) та підготовчі ескізи до картини "Дзвін Уескі" Хосе Касада дель Алісаль.